# Chic Brodie (Politiker)

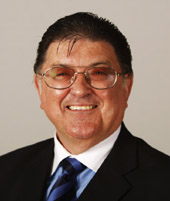
Chic Brodie

Charles „Chic“ Brodie (* 8. Mai 1944; † 24. September 2022) war ein schottischer Politiker und Mitglied der Scottish National Party (SNP).

## Leben
Brodie besuchte die Morgan Academy in Dundee und erwarb anschließend Bachelorabschlüsse in Mathematik und Wirtschaftslehre von der Universität St Andrews. Danach war Brodie für verschiedene Wirtschaftsunternehmen tätig.

## Politischer Werdegang
Brodie war zunächst Mitglied der Liberal Democrats. Für diese trat er mehrfach erfolglos bei Wahlen zum Britischen Unterhaus an; so in den Jahren 1992 im Wahlkreis Glasgow Garscadden, 1997 im Wahlkreis Perth und 2001 im Wahlkreis Greenock and Inverclyde. Auch zu den ersten Schottischen Parlamentswahlen im Jahre 1999 kandidierte er, konnte jedoch in seinem Wahlkreis Perth nur den vierthöchsten Stimmenanteil erringen und verpasste den Einzug in das Schottische Parlament deutlich.
Im Jahre 2002 verließ er die Liberal Democrats und schloss sich der Scottish National Party (SNP) an. Bei den Unterhauswahlen 2005 trat er erstmals für die SNP an, verpasste das Direktmandat seines Wahlkreises Ayr, Carrick and Cumnock deutlich. Ebenso verhielt es sich bei den Unterhauswahlen 2010 im selben Wahlkreis. Bei den Schottischen Parlamentswahlen 2011 verpasste Brodie knapp das Direktmandat des Wahlkreises Ayr hinter dem Liberaldemokraten John Scott. Da Brodie jedoch auch auf der Regionalwahlliste der SNP in der Wahlregion South Scotland gesetzt war, erhielt er eines der vier Listenmandate der SNP in dieser Wahlregion und zog erstmals in das Schottische Parlament ein.
Er starb am 24. September 2022 im Alter von 78 Jahren.